# Jaguares (Super Rugby)

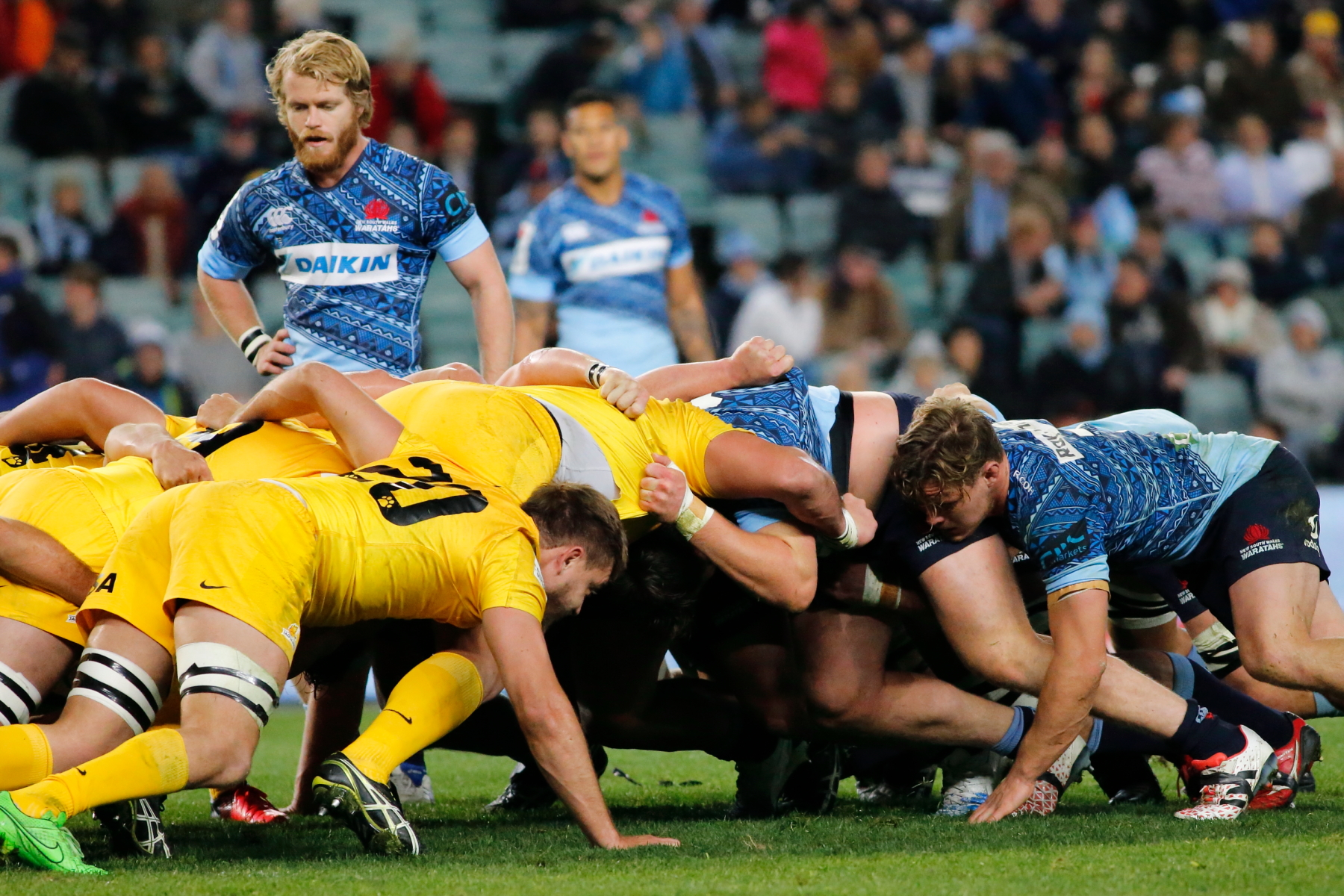
Jaguares en un partido en el Allianz Stadium de Sídney frente a Waratahs por la fecha 16 del Super Rugby en 2017.

Jaguares fue un equipo profesional de rugby ubicado en Buenos Aires, Argentina, creado en 2015 y que participó desde 2016 hasta 2020 en el torneo Súper Rugby, el campeonato de franquicias regionales de la Sanzaar, contra equipos de máximo nivel de Nueva Zelanda, Australia, Sudáfrica y Japón. Representó a todos los clubes de rugby del país y jugó de local en el Estadio José Amalfitani de Buenos Aires.
Jaguares XV es el segundo equipo de dicha franquicia. En 2019 participó de la segunda división nacional de rugby de Sudáfrica, la Currie Cup First Division, estableciendo su sede deportiva en la ciudad sudafricana de Potchefstroom y ganando el torneo de manera invicta. A partir de 2020 forma parte de la Súper Liga Americana de Rugby.
Propiedad de la Unión Argentina de Rugby (UAR). Administra dos equipos: Jaguares y Jaguares XV.

## Historia

### Antecedentes
Tras el resultado obtenido por la Selección de rugby de Argentina en el Mundial de Rugby de Francia 2007 donde quedaron en el tercer puesto, Argentina solicitó a la World Rugby mayor participación en competiciones internacionales.
Ante diferentes propuestas, la Sanzar aprobó el ingreso de Los Pumas al torneo Tres Naciones, que pasó a denominarse The Rugby Championship, a partir de la edición del año 2012, y la participación de una franquicia argentina en el Super Rugby a partir del año 2016.
En 2010 la UAR conformó el equipo Pampas XV que participó de cuatro ediciones de la Vodacom Cup sudafricana, obteniendo en 2011 el campeonato de manera invicta. Luego de la edición 2013 Pampas XV se retiró de la competición por razones económicas, y en los años 2014 y 2015 participó de la Pacific Rugby Cup, obteniendo el campeonato en ambas ediciones.

### Confirmación
En 2014 se dio la confirmación del ingreso de la UAR, con una franquicia, al torneo de equipos más importante del hemisferio sur. El Super Rugby cambiaría para 2016 al aceptar tanto el ingreso de una franquicia argentina como el de otra más ubicada en la zona de Asia.

Argentina cumplió con todos los requerimientos para entrar al Rugby Championship y repitió esta buena respuesta con el proceso de ingreso al Súper Rugby. Trajo otra dimensión a la competencia y harán lo mismo con el Súper Rugby.
Greg Peters, CEO de SANZAR.

Agustín Pichot, quien representa a la Argentina en la World Rugby y en la Sanzaar, desempeñó un papel muy importante en las negociaciones que llevaron a la creación de la franquicia de los Jaguares.
La UAR recibió la oferta de crear dos franquicias argentinas para participar en el Super Rugby, pero finalmente decidió crear solamente a los Jaguares, debido a las exigencias deportivas, económicas y de infraestructura que significaba crear dos franquicias.
Confirmada la noticia, la UAR comenzó a negociar contratos con varios jugadores nacionales que se desempeñaban en el exterior, entre todos, Agustín Creevy fue el primer contratado de Los Pumas jugando en el exterior, que se sumó a otros 20 jugadores que se desempeñaban en el medio local. Luego se sumó Joaquín Tuculet, que jugaba en Cardiff Blues galés.

Para un jugador de rugby argentino, después de la experiencia de haber podido jugar en el Rugby Championship y de comprobar el nivel de juego de los seleccionados del Hemisferio Sur (sic), qué mejor que poder jugar en el Super Rugby y, además, seguir con nuestro desarrollo en el país.
Joaquín Tuculet

El 16 de diciembre de 2015 fue anunciado en conferencia de prensa el nombre, entrenador, ayudante y el estadio sede.
El ingreso de la UAR a la Sanzaar y al Super Rugby, modificó radicalmente también las reglas para formar parte de la selección argentina Los Pumas, ya que a partir de ese momento la UAR dispuso que sólo podrían ser seleccionados jugadores que actuaran en alguna de las franquicias del Super Rugby o pertenecieran a clubes argentinos, quedando así excluidos de la selección los jugadores profesionales que actúan principalmente en Europa.

### Temporada 2016

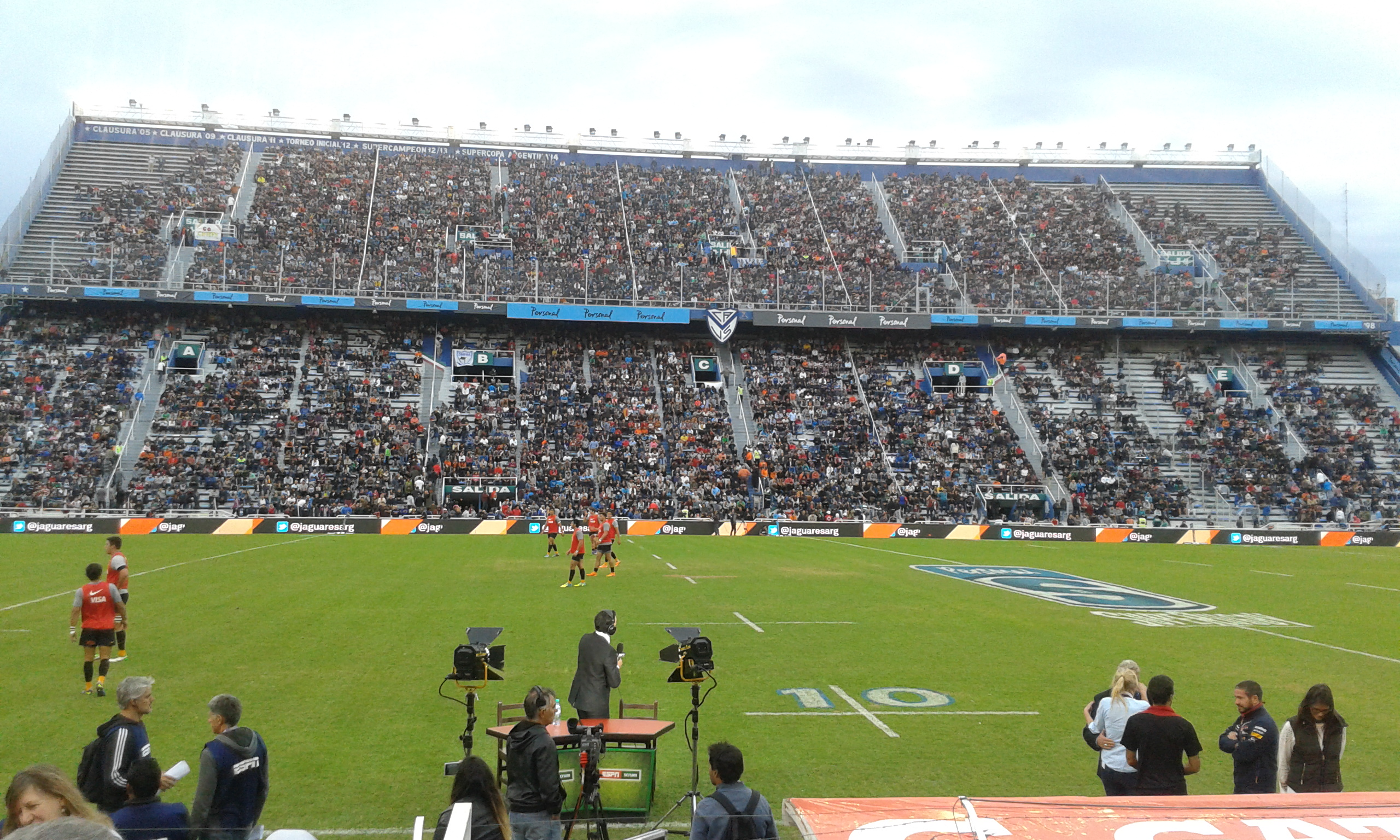
Estadio José Amalfitani en el debut como local de los Jaguares ante Chiefs en el Super Rugby 2016

El plantel 2016 es joven, con 26 jugadores de hasta 25 años de edad y solamente cinco que han cumplido 30 años. 30 jugadores provienen de clubes amateurs argentinos, mientras que seis retornaron de clubes de Francia, cinco del Reino Unido y uno de Irlanda.
El equipo debutó en el Super Rugby con dos partidos en Sudáfrica, obteniendo una victoria ante los Cheetahs y una derrota ante Sharks. En el primer partido como local, fue derrotado por los Chiefs de Nueva Zelanda. Tras disputar quince partidos, los Jaguares ganaron cuatro encuentros y perdieron once, quedando quintos en su grupo y terceros en la conferencia, no logrando así avanzar de fase.

### Temporada 2017
El equipo comenzó su preparación para la temporada 2017 a comienzos de enero cuando se confirmaron 44 jugadores para integrar el equipo en los entrenamientos.
El debut en Port Elizabeth una ciudad conocida para los Jaguares, que no traía los mejores recuerdos. Pero los argentinos en este Super Rugby 2017 querían empezar un nuevo camino y lo consiguieron. Fue victoria por 39-26 ante Kings y se tomaron revancha de lo vivido un año atrás.
Los Jaguares obtuvieron siete victorias y ocho derrotas, por lo que el equipo finalizó tercero en la Conferencia África 2 y cuarto en el Grupo Sudafricano.

### Temporada 2018
Ante el cambio de formato del Super Rugby, el equipo argentino integrará la única conferencia africana. En octubre de 2017, la UAR anunció que contrató a Mario Ledesma como nuevo entrenador de los Jaguares. Se convocaron a 33 contratados y ocho invitados para los entrenamientos de la pretemporada 2018.
Los Jaguares finalizaron la temporada regular en el segundo puesto en la conferencia sudafricana, con un saldo de 9 victorias y 7 derrotas, destacándose dos victorias de visitante ante equipos neozelandeses. En la postemporada, los Jaguares perdieron en cuartos de final contra los Lions, eventuales subcampeones del certamen.

### Temporada 2019
A mediados de 2018, Mario Ledesma se convirtió en el entrenador de los Pumas, mientras que Gonzalo Quesada tomó su lugar como entrenados de los Jaguares. Para la temporada 2019, Bautista Ezcurra y Nicolás Sánchez se fueron a clubes europeos, en tanto que Santiago Socino retornó del Viejo Continente. En la fecha 16 se consiguió su segunda presencia consecutiva en los playoffs del torneo. En dicha instancia, los Jaguares consiguieron una victoria contra los Chiefs 21 a 16 en los cuartos de final y 37 a 7 contra los Brumbies, ambos partidos jugando como local en Buenos Aires. En la final perdieron como visitantes ante los Crusaders de Nueva Zelanda.

### Temporada 2020
Al finalizar la temporada 2019, seis jugadores de los Jaguares ficharon por clubes europeos: Santiago García Botta, Martín Landajo, Tomás Lavanini, Pablo Matera, Ramiro Moyano y Enrique Pieretto. Para esta temporada, los Jaguares cuentan con su propio predio de entrenamiento, en la localidad de Ingeniero Maschwitz, conocida como Casa Jaguar.

## Estadio

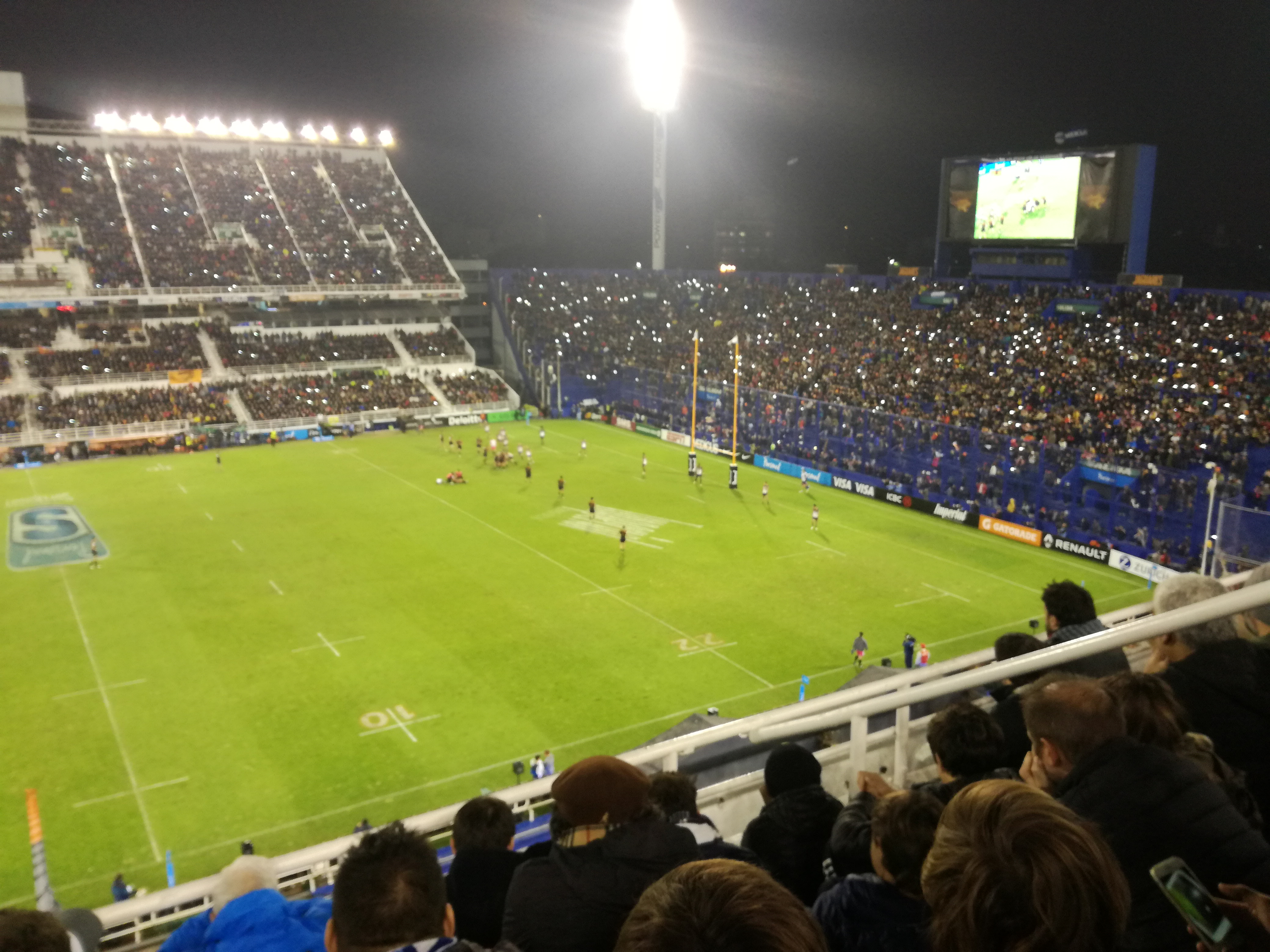
Estadio José Amalfitani, sede de Jaguares.

Al ingresar la UAR al Super Rugby, se le pidió que fuese local en la Ciudad de Buenos Aires en lo que fue una medida para disminuir los traslados desde el aeropuerto internacional de Buenos Aires hacia el interior del país.
En noviembre del 2015, el CASI llegó a un arreglo con la Unión Argentina para que la franquicia sea local allí. El estadio del CASI está en el partido de San Isidro, a unos 20 minutos de la ciudad de Buenos Aires. El predio del club cuenta con varias canchas, de las cuales, la principal hubiese sido sede de los partidos, y, junto con las demás, refaccionada.
La cancha principal debía ser ensanchada y se le adaptaría la iluminación para poder cumplir con las necesidades de la organización. La capacidad del estadio se hubiese aumentado con el uso de una tribuna tubular, llegando a los 10000 espectadores.
Más tarde, sobre todo al no poder llevar a cabo la idea inicial por conflictos y discordancias con vecinos y socios del club de San Isidro, se anunció que los Jaguares harían de local en el Estadio José Amalfitani, propiedad de Vélez Sarsfield. El estadio cuenta con capacidad para 49 540 espectadores y ya ha albergado partidos de Los Pumas. Incluso, el mismo ha sido reconocido por la revista "Wales Online" como uno de los mejores para la práctica de este deporte.

## Economía y salarios
La UAR no ha hecho pública la información sobre los ingresos provenientes de la participación de Jaguares en el Super Rugby y otras actividades. Se sabe que el contrato con la Sanzaar tiene una duración de cinco años (2016-2020) y que el presupuesto de la UAR, a partir del ingreso de Jaguares al Super Rugby saltó de 10 millones de dólares anuales a 25 millones de dólares anuales para el quinquenio 2016-2020. De ese monto la UAR destina 17 millones de dólares para sostener el rugby profesional, del cual Jaguares representa la parte más significativa.
El salario de los jugadores de Jaguares en 2019, con una plantilla de casi 40 jugadores, osciló entre un mínimo de 70.000 pesos mensuales (equivalentes en ese momento a 1750 dólares) y un máximo de 400.000 dólares anuales. El monto es similar al que cobran los jugadores profesionales de rugby de Sudáfrica, que promedian unos 3500 dólares mensuales en 2019, dentro de franquicias que superan los cien jugadores, pero resulta más bajo que el que perciben los jugadores profesionales de Francia e Inglaterra, que constantemente tientan a los jugadores argentinos destacados y que generan un constante éxodo de los mejores hacia Europa, donde se desempaña aproximadamente un centenar.

## Estadísticas
| Edición          | Ronda                                 | Encuentros                            | Encuentros                            | Encuentros                            | Encuentros                            | Tantos                                | Tantos                                | Tantos                                | Tantos                                | Tantos                                | PB                                    | PB                                    | Máximo anotador                       |
| Edición          | Ronda                                 | PJ                                    | PG                                    | PE                                    | PP                                    | F                                     | C                                     | Dif                                   | Tf                                    | Tc                                    | BO                                    | BD                                    | Máximo anotador                       |
| ---------------- | ------------------------------------- | ------------------------------------- | ------------------------------------- | ------------------------------------- | ------------------------------------- | ------------------------------------- | ------------------------------------- | ------------------------------------- | ------------------------------------- | ------------------------------------- | ------------------------------------- | ------------------------------------- | ------------------------------------- |
| Super Rugby 2016 | Fase regular                          | 15                                    | 4                                     | 0                                     | 11                                    | 376                                   | 427                                   | –51                                   | 44                                    | 51                                    | 1                                     | 5                                     | Nicolás Sánchez (142)                 |
| Super Rugby 2017 | Fase regular                          | 15                                    | 7                                     | 0                                     | 8                                     | 404                                   | 386                                   | +18                                   | 49                                    | 45                                    | 1                                     | 4                                     |                                       |
| Super Rugby 2018 | Cuartos de final                      | 17                                    | 9                                     | 0                                     | 8                                     | 432                                   | 458                                   | –26                                   | 53                                    | 59                                    | 2                                     | 0                                     | Nicolás Sánchez (161)                 |
| Super Rugby 2019 | Subcampeón                            | 19                                    | 13                                    | 0                                     | 6                                     | 524                                   | 394                                   | +130                                  | 67                                    | 41                                    | 5                                     | 2                                     | Joaquín Díaz Bonilla (119)            |
| Super Rugby 2020 | Cancelado por la pandemia de COVID-19 | Cancelado por la pandemia de COVID-19 | Cancelado por la pandemia de COVID-19 | Cancelado por la pandemia de COVID-19 | Cancelado por la pandemia de COVID-19 | Cancelado por la pandemia de COVID-19 | Cancelado por la pandemia de COVID-19 | Cancelado por la pandemia de COVID-19 | Cancelado por la pandemia de COVID-19 | Cancelado por la pandemia de COVID-19 | Cancelado por la pandemia de COVID-19 | Cancelado por la pandemia de COVID-19 | Cancelado por la pandemia de COVID-19 |
| Total            |                                       | 66                                    | 33                                    | 0                                     | 33                                    | 1736                                  | 1665                                  | +71                                   | 213                                   | 196                                   | 9                                     | 11                                    | Nicolás Sánchez: 391                  |

## Palmarés
Super Rugby
- Subcampeón (1): 2019
- Conferencia Sudafricana (1): 2019

## Resultados contra sus rivales
- Actualizado a últimos partidos disputados al 7 de marzo de 2020

| Oponente    | Jugados | Ganados | Empatados | Perdidos | % de victorias | Mejor resultado |
| ----------- | ------- | ------- | --------- | -------- | -------------- | --------------- |
| Blues       | 3       | 2       | 0         | 1        | 66.6%          | 20-13           |
| Brumbies    | 4       | 3       | 0         | 1        | 75.0%          | 39-7            |
| Bulls       | 7       | 5       | 0         | 2        | 71.4%          | 54-24           |
| Cheetahs    | 2       | 2       | 0         | 0        | 100.0%         | 41-14           |
| Chiefs      | 4       | 2       | 0         | 2        | 50.0%          | 21-16           |
| Crusaders   | 3       | 0       | 0         | 3        | 0.0%           | 3-19            |
| Force       | 1       | 0       | 0         | 1        | 0.0%           | 6-16            |
| Highlanders | 2       | 0       | 0         | 2        | 0.0%           | 27-32           |
| Hurricanes  | 4       | 1       | 0         | 3        | 25.0%          | 28-20           |
| Kings       | 4       | 2       | 0         | 2        | 50.0%          | 73-27           |
| Lions       | 10      | 4       | 0         | 6        | 40.0%          | 38-8            |
| Rebels      | 2       | 2       | 0         | 0        | 100,0%         | 32-29           |
| Reds        | 4       | 3       | 0         | 1        | 75.0%          | 43-27           |
| Sharks      | 9       | 3       | 0         | 6        | 33.3%          | 51-17           |
| Stormers    | 7       | 2       | 0         | 5        | 28.5%          | 25-14           |
| Sunwolves   | 3       | 2       | 0         | 1        | 66.6%          | 52-10           |
| Waratahs    | 3       | 3       | 0         | 0        | 100.0%         | 40-27           |
| Total       | 72      | 36      | 0         | 36       | 50.0           | -               |

- Partidos de pretemporada.

| Oponente     | Jugados | Ganados | Empatados | Perdidos | % de victorias | Mejor resultado |
| ------------ | ------- | ------- | --------- | -------- | -------------- | --------------- |
| Argentina XV | 2       | 2       | 0         | 0        | 100.0%         | 68-14           |
| Bulls        | 1       | 0       | 0         | 1        | 0.0%           | 12-21           |
| Georgia XV   | 2       | 2       | 0         | 0        | 100.0%         | 66-3            |
| Lions        | 1       | 1       | 0         | 0        | 100.0%         | 49-28           |
| Stormers     | 1       | 0       | 0         | 1        | 0.0%           | 14-29           |
| Uruguay      | 2       | 2       | 0         | 0        | 100.0%         | 61-0            |
| Total        | 9       | 7       | 0         | 2        | 77.7%          | -               |